# Guglielmo I d'Assia
Guglielmo I d'Assia (4 luglio 1466 – Spangenberg, 8 febbraio 1515) fu langravio d'Assia, esponente della Riforma protestante nel periodo del Rinascimento tedesco.

## Biografia
I suoi genitori erano Ludovico II der Freimütige (1438–1471) e Matilda di Württemberg-Urach, figlia di Ludovico I Conte di Württemberg. Guglielmo fu presto influenzato dagli orientamenti religiosi di sua madre. Dopo la morte nel 1483 di suo zio e tutore, Enrico III il Ricco, Langravio dell'Assia Superiore (Marburg), Guglielmo assume gli affari di governo. Nel 1488, sposò Anna di Brunswick (* 1460; † 1520), dalla quale ebbe cinque figlie. Dopo un pellegrinaggio in Palestina nel 1491-1492 Guglielmo si ammalò, probabilmente di sifilide e, a causa della malattia mentale conseguente, il 3 giugno 1493 cedette il governo al fratello Guglielmo II. Si ritirò nel Castello di Spangenberg, dove morì nel 1515.

## Discendenza
- Matilde (* 1489; † 1493)
- Matilda (* 1490; † 6 maggio 1558), dal 1500 al 1526 monaca del convento Kloster Weißenstein vicino a Kassel; il 19 maggio 1527 a Kassel sposò il Conte Konrad von Tecklenburg (* 1493; † 16 agosto 1557)
- Anna (* 1491; † 1513), una suora di Kloster Ahnaberg vicino a Kassel
- Caterina (* 1495; † 1525), sposò nel 1511 il conte Adam von Beichlingen (Adelsgeschlecht) († Krayenberg 14 luglio 1538)
- Elisabetta d'Assia (* 1503; † 1563), sposata il 16 ottobre 1525, al suo primo matrimonio, col Conte Palatino Luigi II di Zweibrücken e Veldenz (* 1502; † 1532), sposata il 9 gennaio 1541 al suo secondo marito, Conte Palatino Giorgio di Simmern (* 1518; †1569)

## Ascendenza
|                                 |                            |                                       | Genitori                        |  |  | Nonni |  |  | Bisnonni           |  |  | Trisnonni     |  |
|                                 |                            |                                       |                                 |  |  |       |  |  | Ermanno II d'Assia |  |  | Luigi d'Assia |  |
|                                 |                            |                                       |                                 |  |  |       |  |  | Ermanno II d'Assia |  |  | Luigi d'Assia |  |
|                                 |                            | …                                     |                                 |  |  |       |  |  | Ermanno II d'Assia |  |  |               |  |
| Ludovico I di Assia             |                            |                                       |                                 |  |  |       |  |  | Ermanno II d'Assia |  |  |               |  |
|                                 |                            | Margherita di Hohenzollern-Norimberga | Federico V di Norimberga        |  |  |       |  |  |                    |  |  |               |  |
|                                 |                            | Margherita di Hohenzollern-Norimberga | Federico V di Norimberga        |  |  |       |  |  |                    |  |  |               |  |
|                                 |                            | Margherita di Hohenzollern-Norimberga | Elisabetta di Meißen            |  |  |       |  |  |                    |  |  |               |  |
| Ludovico II d'Assia             |                            | Margherita di Hohenzollern-Norimberga |                                 |  |  |       |  |  |                    |  |  |               |  |
|                                 |                            | Federico I di Sassonia                | Federico III di Meißen          |  |  |       |  |  |                    |  |  |               |  |
|                                 |                            | Federico I di Sassonia                | Federico III di Meißen          |  |  |       |  |  |                    |  |  |               |  |
|                                 |                            | Federico I di Sassonia                | Matilde di Baviera              |  |  |       |  |  |                    |  |  |               |  |
| Anna di Sassonia                |                            | Federico I di Sassonia                |                                 |  |  |       |  |  |                    |  |  |               |  |
|                                 |                            | Caterina di Brunswick-Lüneburg        | Enrico IV di Brunswick-Lüneburg |  |  |       |  |  |                    |  |  |               |  |
|                                 |                            | Caterina di Brunswick-Lüneburg        | Enrico IV di Brunswick-Lüneburg |  |  |       |  |  |                    |  |  |               |  |
|                                 |                            | Caterina di Brunswick-Lüneburg        | Caterina di Pomerania-Wolgast   |  |  |       |  |  |                    |  |  |               |  |
| Guglielmo I d'Assia             |                            | Caterina di Brunswick-Lüneburg        |                                 |  |  |       |  |  |                    |  |  |               |  |
|                                 | Eberardo IV di Württemberg | Eberardo III di Württemberg           |                                 |  |  |       |  |  |                    |  |  |               |  |
|                                 | Eberardo IV di Württemberg | Eberardo III di Württemberg           |                                 |  |  |       |  |  |                    |  |  |               |  |
|                                 | Eberardo IV di Württemberg | Antonia Visconti                      |                                 |  |  |       |  |  |                    |  |  |               |  |
| Ludovico I di Württemberg-Urach | Eberardo IV di Württemberg |                                       |                                 |  |  |       |  |  |                    |  |  |               |  |
|                                 |                            | Enrichetta di Mömpelgard              | Enrico di Orbe                  |  |  |       |  |  |                    |  |  |               |  |
|                                 |                            | Enrichetta di Mömpelgard              | Enrico di Orbe                  |  |  |       |  |  |                    |  |  |               |  |
|                                 |                            | Enrichetta di Mömpelgard              | Maria di Châtillon-Blaigny      |  |  |       |  |  |                    |  |  |               |  |
| Matilde di Württemberg-Urach    |                            | Enrichetta di Mömpelgard              |                                 |  |  |       |  |  |                    |  |  |               |  |
|                                 |                            | Ludovico III del Palatinato           | Roberto del Palatinato          |  |  |       |  |  |                    |  |  |               |  |
|                                 |                            | Ludovico III del Palatinato           | Roberto del Palatinato          |  |  |       |  |  |                    |  |  |               |  |
|                                 |                            | Ludovico III del Palatinato           | Elisabetta di Norimberga        |  |  |       |  |  |                    |  |  |               |  |
| Matilde del Palatinato          |                            | Ludovico III del Palatinato           |                                 |  |  |       |  |  |                    |  |  |               |  |
|                                 |                            | Matilde di Savoia                     | Amedeo di Savoia-Acaia          |  |  |       |  |  |                    |  |  |               |  |
|                                 |                            | Matilde di Savoia                     | Amedeo di Savoia-Acaia          |  |  |       |  |  |                    |  |  |               |  |
|                                 |                            | Matilde di Savoia                     | Caterina di Ginevra             |  |  |       |  |  |                    |  |  |               |  |
|                                 |                            | Matilde di Savoia                     |                                 |  |  |       |  |  |                    |  |  |               |  |